# Алушково (Смоленская область)
Алушково — деревня в Краснинском районе Смоленской области России. Входит в состав Малеевского сельского поселение. Расположена в западной части области в 15 км к югу от Красного. Население — 188 жителей (2007 год).
С 2004 по 2017 год деревня являлась административным центром Волоедовского сельского поселения.
В селе находится дом культуры, магазин и сельхозпредприятие «Серп и Молот».